# Flugplatz Meiningen

i7
i11
i13
Der Flugplatz Meiningen war ein Verkehrsflugplatz auf dem Rohrer Berg und einer von drei ehemaligen Flugplätzen in der südthüringischen Kreisstadt Meiningen. Ab 1965 wurde er als Militärflugplatz genutzt.

## Beschreibung
Der Eigentümer des offiziell als Flughafen Meiningen bezeichneten Flugplatzes war die Stadt Meiningen, deren Stadtvorstand die Verwaltung des Platzes oblag. Der Flugplatz lag 2,5 Kilometer östlich des Meininger Stadtzentrums an der heutigen Landesstraße 1140 und hatte eine Fläche von 365.750 m², wovon das Rollfeld 152.100 m² einnahm. Die Rolllänge in Richtung Nordost–Südwest betrug 770 m, die in Richtung Osten–Westen 475 m. Die Rollfeldmitte wies eine Höhe von 455 m über NN aus. Die magnetische missweisende Peilung betrug 7° westlich. An Gebäuden war eine Tankstelle für Flugbenzin und eine Polizeiflugwache vorhanden, in der auch ein Flugwetterposten eingerichtet war. Weitere Gebäude wurden erst ab 1965 errichtet. Die Zollabfertigung führte das Hauptzollamt Meiningen durch.

## Geschichte

### Zivile Luftfahrt
Bereits vor dem Ersten Weltkrieg wurden in Meiningen zwei kleine Flugplätze beim Henriettenplatz in Dreißigacker und auf dem Totenfeld im Norden der Stadt eingerichtet. Dort fanden verschiedene Flugveranstaltungen, Flugtage und Ballonfahrten statt. Bereits 1913 entschloss sich die Stadt für den Bau eines neuen Flugplatzes, was zunächst am Widerstand auswärtiger Behörden und dem Ausbruch des Ersten Weltkriegs scheiterte. 1921 gründete sich schließlich die Luftfahrtvereinigung Meiningen mit dem Ziel, in Meiningen einen Verkehrsflugplatz zu errichten. Wegen ihrer ungünstigen Lage schieden die Flugplätze in Dreißigacker und auf dem Totenfeld (Wohnbaugebiet) aus, sie wurden aber bis zur Eröffnung des neuen Flugplatzes weitergenutzt.
Am 2. Mai 1927 wurde der Flugplatz auf dem Rohrer Berg eröffnet und für den regelmäßigen Flugverkehr freigegeben. Der Flughafen Meiningen war Station der Fluglinie Leipzig-Mockau – München und wurde täglich zweimal angeflogen. Betreiber der Fluglinie war die Nordbayerische Verkehrsflug GmbH Fürth. Diese setzte überwiegend das Ganzmetallflugzeug Messerschmitt M 18 ein. Ein Flug nach Weimar kostete beispielsweise 12 Reichsmark (RM), nach Nürnberg 24 RM und nach München 40 RM. 1931 musste der Flugverkehr aus wirtschaftlichen Gründen weitestgehend eingestellt werden. Bis zum Beginn des Zweiten Weltkrieges fanden weiterhin Großflugtage mit Kunstflugmanövern und Fallschirmabsprüngen statt.

#### Flugverbindung
(Leipzig) – Saalfeld/Rudolstadt – Erfurt/Weimar – Meiningen – Schweinfurt – Fürth/Nürnberg – (München) (Reichs-Luftkursbuch, Flugplan-Nummer 304)

### Zeppelin-Landungen

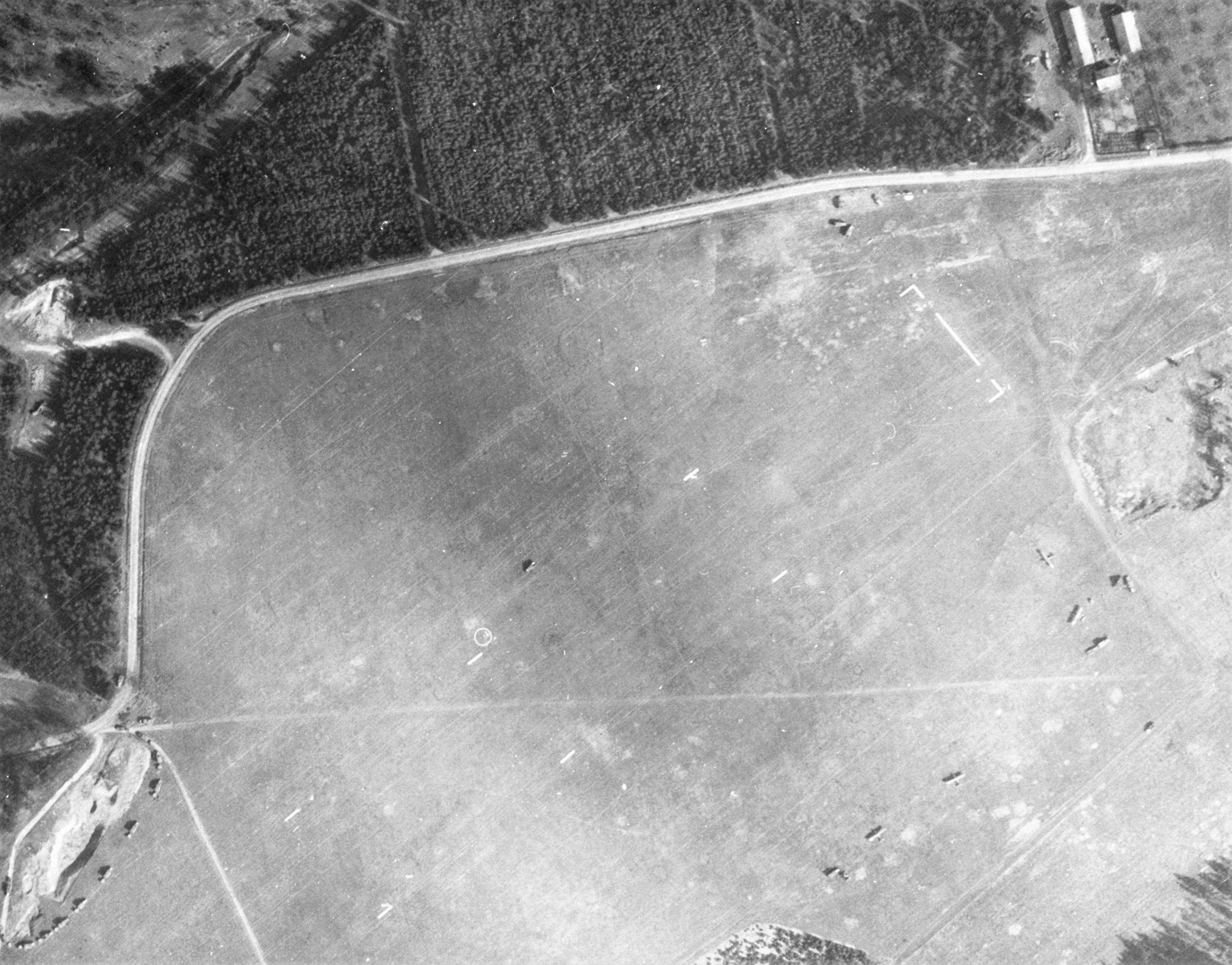
Der Flugplatz im April 1945

Der Flughafen Meiningen war auch Ziel von Zeppelin-Landungen. Am 11. Oktober 1931 landete hier das Luftschiff LZ 127 Graf Zeppelin von Friedrichshafen kommend vor rund 100.000 Schaulustigen, die unter anderem mit 13 Sonderzügen und 3000 Kraftfahrzeugen angereist waren. Am 2. Juli 1939 folgte das Luftschiff LZ 130 Graf Zeppelin II auf seiner sogenannten Meiningenfahrt. Dieser Landung wohnten zirka 40.000 Menschen bei.

### Militärflugplatz
Militärisch diente der Flugplatz mit Beginn des Zweiten Weltkrieges bis Kriegsende als Reserveflugplatz (Einsatzhafen). Ein am 6. Februar 1945 geplanter Luftangriff der 457. Bombergruppe der USAAF auf den Flugplatz wurde während des Anfluges wegen schlechter Witterung abgebrochen. Am 5. April 1945 wurde das Gelände von Einheiten der US Army besetzt und am 6. Juli an die Rote Armee übergeben. Nach dem Krieg fand eine komplette Stilllegung des Feldflugplatzes durch die Sowjetarmee statt und man nutzte den Platz teilweise landwirtschaftlich.
1965 reaktivierten die Grenztruppen der DDR den Flugplatz. Sie bauten ihn zu einem Hubschrauberlandeplatz für die Grenzkette Süd der Hubschrauberstaffel 16 (HS-16) aus, um die nahe innerdeutschen Grenze zu sichern. Es wurden mehrere Gebäude mit flugtechnischen Einrichtungen und sieben betonierte Landeplätze errichtet. Stationiert waren die sowjetischen Hubschraubertypen Mi-8 und Mi-2. Auch ein Mi-24 des Kampfhubschraubergeschwaders 3 (KHG-3) war ab 1982 ständig in Meiningen stationiert. Nach 1990 fand die Auflösung des Flugplatzes statt und das Gelände gelangte wieder in den Besitz der Stadt. Bemühungen, hier wieder einen Flugplatz für eine zivile Nutzung einzurichten, schlugen in den 1990er Jahren fehl.

### Industriegebiet
In den Jahren 2012/13 ließ die Stadt den Flugplatz wegen seiner günstigen Lage an der A 71 und der B 19 zum Industriegebiet „Rohrer Berg“ umwandeln. An den Flugplatz erinnern vor Ort die Straßen „Am Alten Flugplatz“ und „Zeppelinstraße“, die im Zuge seiner Erschließung neu gebaut wurden. Auf dem ehemaligen Flugplatz befinden sich des Weiteren einige Wohngebäude, das städtische Tierheim und ein Hundesportplatz.